# Gruppo d’Armate Est
Gruppo d’Armate Est (deutsch Armeegruppe Ost) war die Bezeichnung einer italienischen Heeresgruppe im Zweiten Weltkrieg. Sie bestand von 1939 bis 1940 im Nordosten Italiens und 1943 auf dem Balkan.

## Geschichte
Das Heeresgruppenkommando Ost wurde am 1. September 1939 aufgestellt und übernahm zunächst die 2. Armee und die Po-Armee (6.), Anfang des folgenden Jahres auch die 8. Armee. Die Kampfgruppe Alto Isonzo und die 2. Armee standen an der jugoslawischen Grenze vom Monte Forno bis nach Istrien, dahinter befanden sich 8. Armee und die Po-Armee. Während des sogenannten Sitzkriegs zwischen Deutschland und Frankreich hatten sowohl die Heeresgruppe West an der Grenze zu Frankreich, als auch die Heeresgruppe Ost an der Grenze zu Jugoslawien defensive Aufgaben. Die italienische Heeresführung hatte sich wegen andauernder politischer Spannungen seit etlichen Jahren auf einen möglichen gemeinsamen Angriff beider Staaten mit einem entsprechenden Zweifrontenkrieg in Norditalien eingestellt, daher entsprach die Aufstellung der beiden Heeresgruppen diesem Szenario. Nach der Niederlage Frankreichs wurde das Heeresgruppenkommando Ost am 10. Juli 1940 aufgelöst und gleichzeitig das Heeresgruppenkommando West in Gruppo d’Armate a disposizione umbenannt und dann am 31. Oktober 1940 ebenfalls aufgelöst.
Das Heeresgruppenkommando Ost wurde am 15. Mai 1943 in Tirana wiederaufgestellt und übernahm die 9. Armee, das VI. und das XIV. Korps sowie eine Division in Albanien, in Montenegro und im südlichen Dalmatien. Bis zum 28. Juli 1943 unterstand dem Kommando auch die 11. Armee in Griechenland und das Kommando der italienischen Ägäis-Inseln. Nach dem Waffenstillstand von Cassibile und der zum Teil gewaltsamen Entwaffnung der italienischen Streitkräfte (Fall Achse) wurde das Heeresgruppenkommando am 11. September 1943 offiziell aufgelöst.

## Oberbefehlshaber
- Maresciallo d’Italia Rodolfo Graziani (1939)
- Generale designato d’Armata Camillo Grossi (1940)
- Generale designato d’Armata Ezio Rosi (1943)

## Hauptquartier
- Scodovacca (1939–1940)
- Tirana (1943)